# Györe László
Györe László (szerbül: Ласло Ђере, Laslo Đere; Zenta, 1995. június 2.) szerbiai magyar hivatásos teniszező. 2019. február 25-én a világranglista 37. helyén állt.
2012-ben megnyerte a juniorok világbajnokságának tekintett Orange Bowl tornát. 2013 májusában a junior világranglista 3. helyére került. 2013-ban a wimbledoni tornán a juniorok között Kokkinakist és Hacsanovot is megverve a negyeddöntőig jutott. A 2017-es magyarországi ATP-tornán a kvalifikációból az elődöntőbe jutott.

## ATP Challenger döntői

### Egyéni (1–8)
| Eredmény | Dátum              | Kategória  | Torna                                 | Borítás | Ellenfél                | Eredmény                 |
| -------- | ------------------ | ---------- | ------------------------------------- | ------- | ----------------------- | ------------------------ |
| Döntős   | 2015. június 7.    | Challenger | Prostějov, Csehország                 | Salak   | Jiří Veselý             | 4–6, 2–6                 |
| Döntős   | 2016. június 26.   | Challenger | Milánó, Olaszország                   | Salak   | Marco Cecchinato        | 2–6, 2–6                 |
| Döntős   | 2016. augusztus 7. | Challenger | Cortina d’Ampezzo, Olaszország        | Salak   | João Souza              | 4–6, 6–7(4–7)            |
| Döntős   | 2017. június 4.    | Challenger | Vicenza, Olaszország                  | Salak   | Fucsovics Márton        | 6–4, 6–7(7–9), 2–6       |
| Döntős   | 2017. június 24.   | Challenger | Poprád, Szlovákia                     | Salak   | Cedrik-Marcel Stebe     | 0–6, 3–6                 |
| Győztes  | 2017. július 16.   | Challenger | Perugia, Olaszország                  | Salak   | Daniel Muñoz de la Nava | 7–6(7–4), 6–4            |
| Döntős   | 2017. július 23.   | Challenger | San Benedetto del Tronto, Olaszország | Salak   | Matteo Berrettini       | 3–6, 4–6                 |
| Döntős   | 2017. október 7.   | Challenger | Almati, Kazahsztán                    | Salak   | Filip Krajinović        | 0–6, 3–6                 |
| Döntős   | 2018. május 12.    | Challenger | Róma, Olaszország                     | Salak   | Adam Pavlásek           | 6–7(1–7), 7–6(11–9), 4–6 |

### Páros (0–1)
| Eredmény | Dátum           | Kategória  | Torna                   | Borítás | Partner     | Ellenfelek                 | Eredmény |
| -------- | --------------- | ---------- | ----------------------- | ------- | ----------- | -------------------------- | -------- |
| Döntős   | 2015. május 15. | Challenger | Szamarkand, Üzbegisztán | Salak   | Peđa Krstin | Sergey Betov Michail Elgin | 4–6, 3–6 |

## Év végi világranglista-helyezései
| Év     | 2012 | 2013 | 2014 | 2015 | 2016 | 2017 |
| Egyéni | 910. | 597. | 365. | 173. | 187. | 88.  |
| Páros  | –    | –    | –    | 778. | 771. | –    |